# Tramway du Caire
Le tramway du Caire est le réseau de tramways de l'agglomération du Caire, capitale de l'Égypte. Il est composé de deux systèmes :
- le tramway d'Héliopolis : créé en 1908, il utilise une partie des infrastructures de la ville du Caire ;
- le tramway d'Helwan : créé en 1981.

La ville du Caire a possédé son propre tramway, de 1896 à 2004.

### Articles connexes

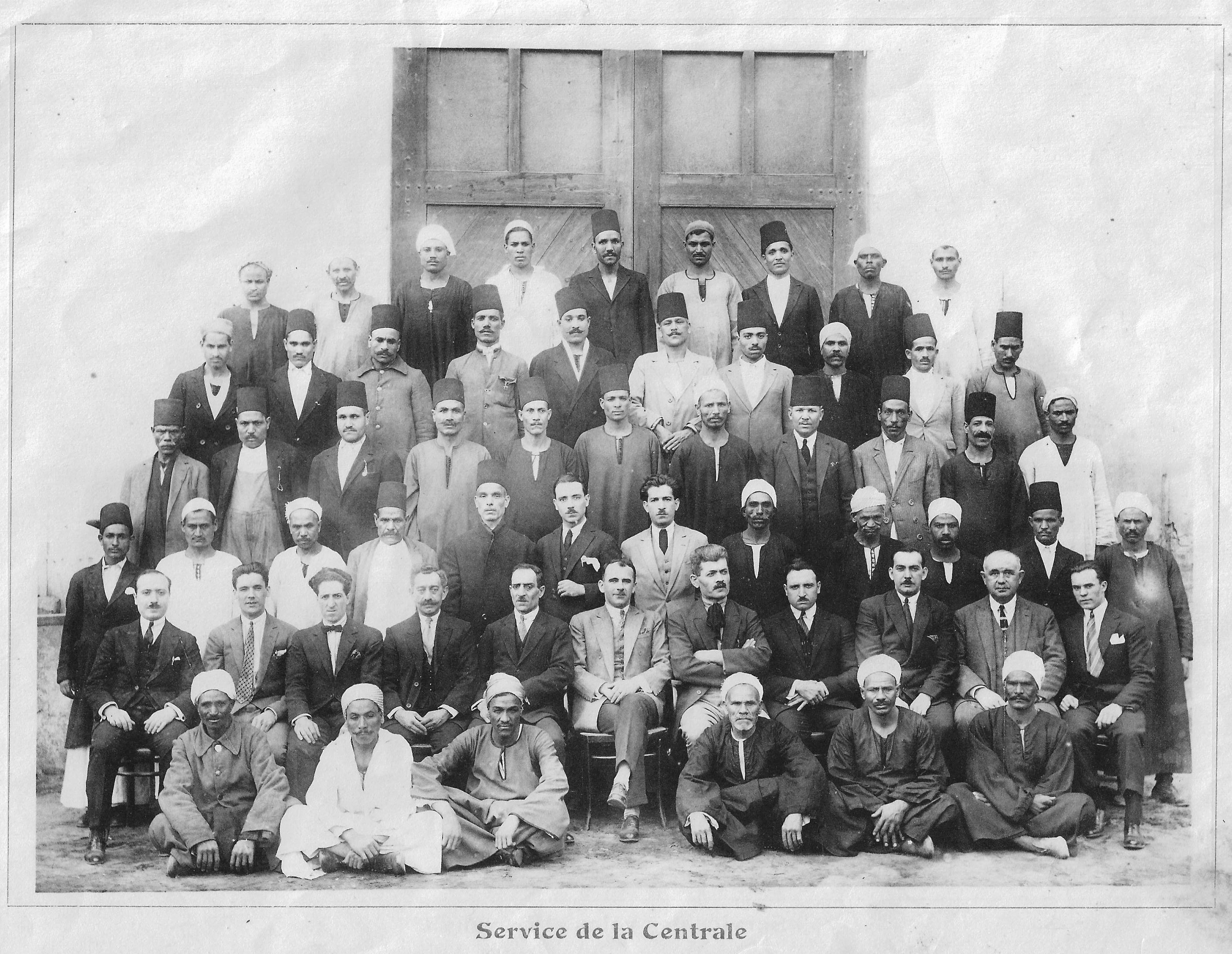

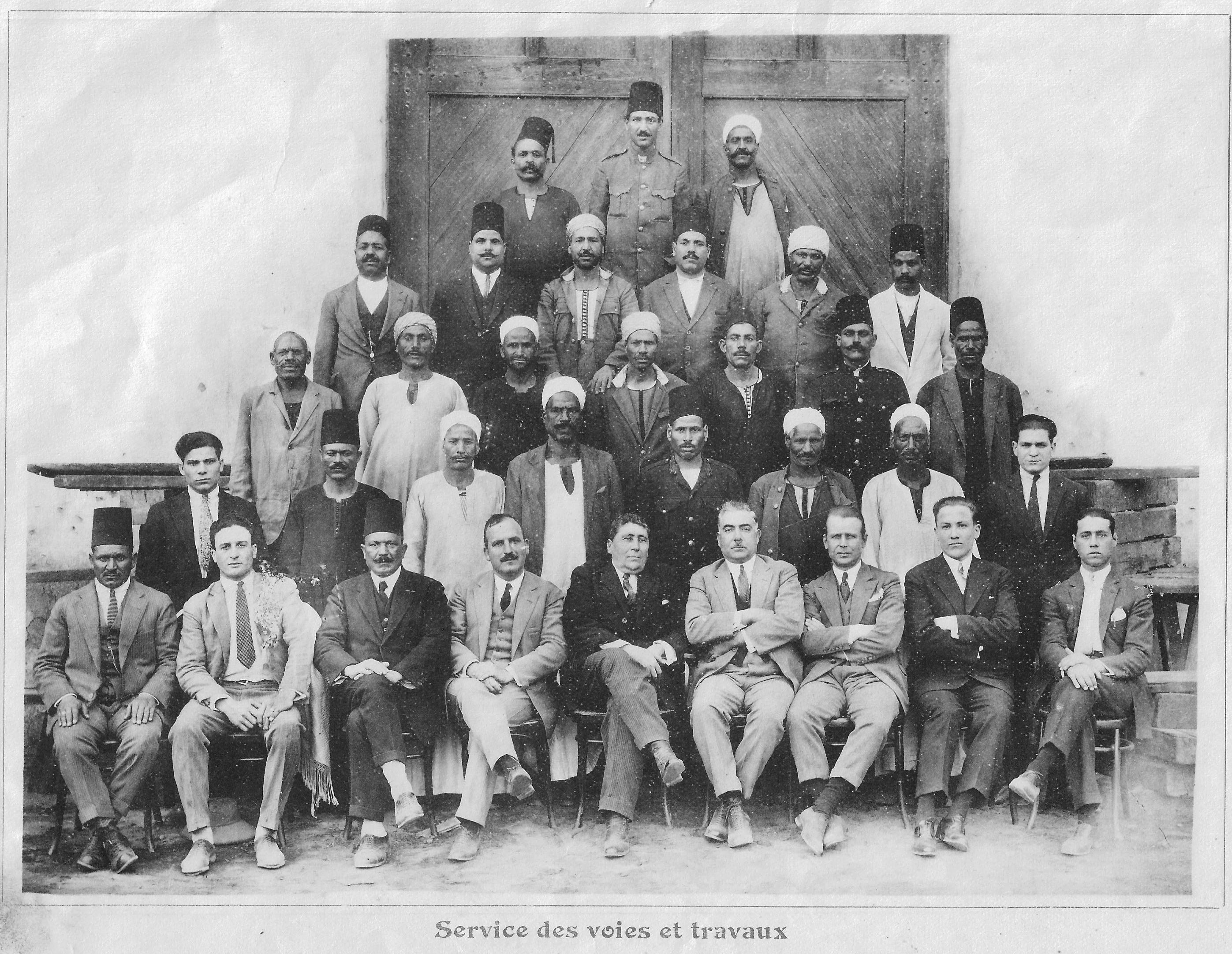

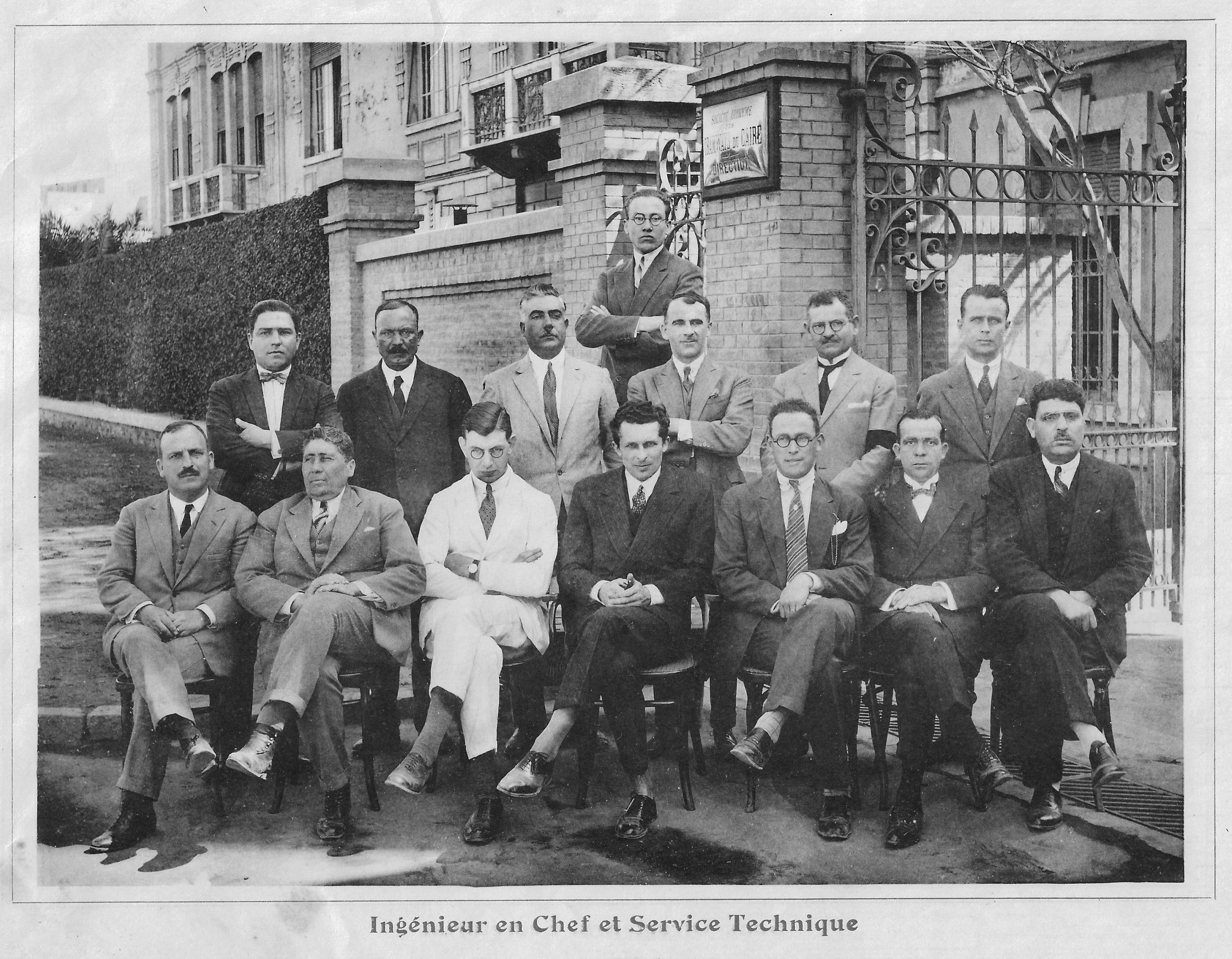